# Édouard Labes
Pour les articles homonymes, voir Labes (homonymie).
Édouard Labes est un homme politique français né le 3 novembre 1881 à Lestelle (Basses-Pyrénées) et décédé dans cette même ville le 15 octobre 1959. Membre de la gauche radicale, il fut député du Morbihan et maire de Lorient.

## Carrière politique
Agrégé des lettres, licencié en droit, Édouard Labes fut professeur au lycée de Lorient, puis avocat au barreau de cette ville . 
Conseiller municipal en 1912, il est élu maire de Lorient en 1919. Il est élu conseiller général en 1920 puis devient député du Morbihan de 1924 à 1928 .
Battu aux élections législatives de 1928, il se retire de la vie politique et enseigne, par la suite, au lycée Louis-le-Grand, à Paris.

## Œuvres
Édouard Labes est connu pour avoir réalisé d'importants travaux de rénovation au port de Lorient .

## Hommage
Une rue Édouard-Labes se trouve à Lorient, dans le quartier de Merville.

## Détails des mandats
- Conseiller municipal de Lorient de 1912 à 1919.
- Maire de Lorient du 10 décembre 1919 au 17 mai 1925[2].
- Député du Morbihan de 1924 à 1928.
- Conseiller général du Morbihan de 1920 à 1924.